# Texcaltepec
Texcaltepec är en ort i Mexiko.   Den ligger i kommunen Cuautepec de Hinojosa och delstaten Hidalgo, i den sydöstra delen av landet, 110 km nordost om huvudstaden Mexico City. Texcaltepec ligger 2 260 meter över havet och antalet invånare är 1 843.
Terrängen runt Texcaltepec är kuperad åt sydost, men åt nordväst är den platt. Runt Texcaltepec är det ganska tätbefolkat, med 108 invånare per kvadratkilometer. Närmaste större samhälle är Tulancingo, 7,2 km nordväst om Texcaltepec. Trakten runt Texcaltepec består till största delen av jordbruksmark.